# Spencer Turrin
Spencer Turrin, né le 29 août 1991 à Maitland, est un rameur australien.

## Palmarès

### Championnats du monde
| Discipline       | Chungju 2013 Corée du Sud | Amsterdam 2014 Pays-Bas | Aiguebelette 2015 France |
| ---------------- | ------------------------- | ----------------------- | ------------------------ |
| Quatre de pointe | Argent                    | Bronze                  | Argent                   |